# ES-436
A ES-436 é uma rodovia de ligação denominada Rodovia Jeronymo Pancieri Netto, é uma rodovia de 19,9 km localizada na Região Noroeste do estado do Espirito Santo. A rodovia liga os distritos de Sapucaia (Marilândia), Graça Aranha (Colatina), comunidade de Rancho Fundo até o distrito de Novo Brasil em Governador Lindemberg. 